# Lomografi
Et lomografi er et fotografi, taget med et kamera af et russisk fabrikat, kaldet Lomo. Kameraet – specielt optikken – er ikke at regne for den bedste (eller dyreste) kvalitet, hvorfor billedet ofte bliver en smule uskarpt eller forvrænget. Selve billedkompositionen vanskeliggøres af, at kameraet ikke tager præcis det billede, man ser i søgeren.
I 1990'erne blev disse lomografier anvendt som et koncept (idé) i kunst, og der afholdtes store udstillinger af delvist ufokuserede og ofte rystede billeder af mere eller mindre tilfældige motiver. Parolen var, at når man alligevel ikke kunne tage et billede med en tilsigtet billedkomposition, skarphed og belysning, behøvede man ikke at benytte søgeren overhovedet – men kunne blot tage billeder 'fra hoften'.